# Voyage en divers États d'Europe et d'Asie entrepris pour découvrir un nouveau chemin à la Chine
Voyage en divers États d'Europe et d'Asie entrepris pour découvrir un nouveau chemin à la Chine est un récit de voyage réalisé entre 1685 et 1690 dans l'Empire ottoman et l'Empire russe, écrit par Philippe Avril, un jésuite à la recherche d'une voie terrestre vers la Chine, et la mission jésuite en Chine, et publié à Paris, en 1693.

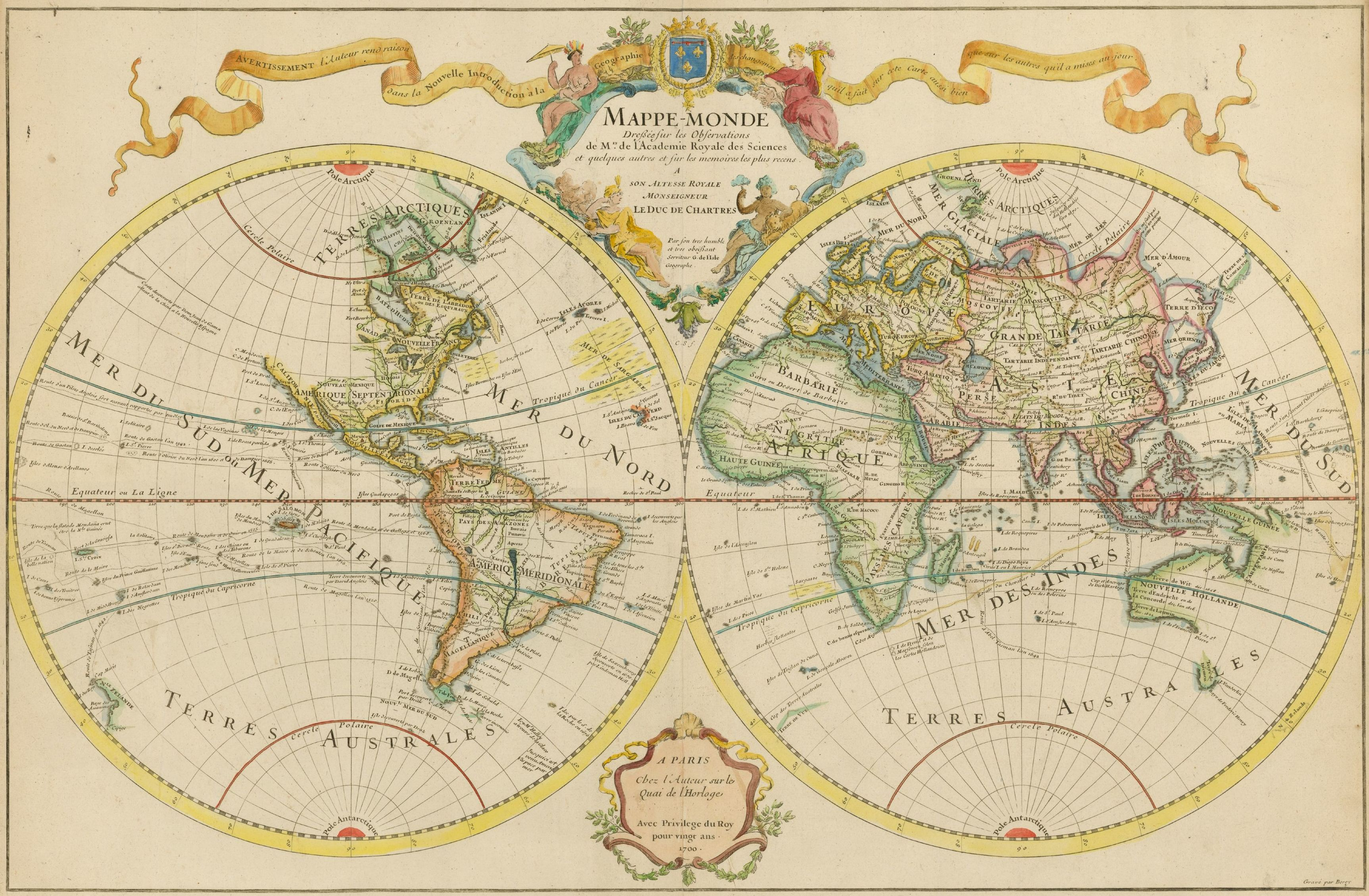
Mappe-Monde, 1700 par Guillaume Delisle.

L'ouvrage mêle une défense du projet de liaison continentale, une description technique des conditions de route, et enfin d'une description plus pittoresque et traditionnelle des pays traversés :
La défense de son projet se développe tout au long de l’œuvre : il constate la difficulté du voyage par mer (500 missionnaires morts en route sur les 600 envoyés), abonde sur le développement prometteur de la mission jésuite en Chine, ou la sécurité et de la stabilité politique de la Sibérie, tout en minorant les difficultés, telle par exemple le conflit frontalier entre la Chine et la Russie à l’époque. Les lettres de marque du Saint Siège ou de Louis XIV ainsi que les lettres d'amitié ou de protection de grand nobles sont recopiées dans l'ouvrage et donnent du crédit à la mission.
Sa description technique vise à établir l'avantage manifeste de la voie terrestre, notamment en nombre de jours. Elle énumère les différentes voies terrestres, les étapes, les distances, les types de voyageurs et de bandits ou encore les modes de transports selon le climat et le relief. Les anecdotes du voyageur lettré comptent très peu de références textuelles, selon le principe de « ne rien dire dans cet Ouvrage, de ce qu’on peut trouver dans les Auteurs » (p. 114), mais sont le fruit de ses observations et plus encore de ses conversations.

## Résumé

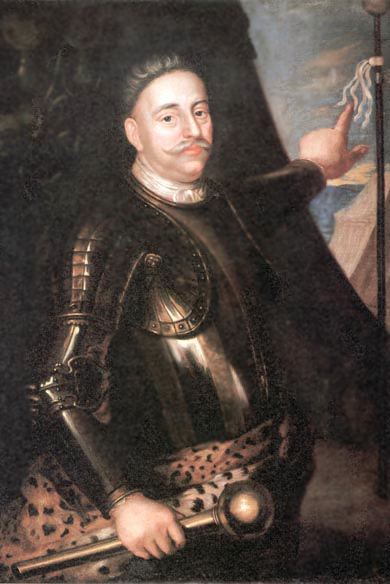
Stanisław Jan Jabłonowski

### Épitre
L'ouvrage est dédié à Stanisław Jan Jabłonowski, dont Avril loue les conquêtes, notamment contre l'islam, et l'attachement à la Compagnie de Jésus chez qui ses deux enfants font leurs études, au lycée Louis-le-Grand de Paris.

### Préface
Le projet est né de l'intuition du père Ferdinand Verbiest d'une route sibérienne depuis l'arrivée au pouvoir des « Tatares » (Mandchous) en Chine. Toutes les possibilités sont donc exposées dans l'ouvrage et ouvrent, quand bien même la voie ne serait pas ouverte, des perspectives de conversions chez les Arméniens, les Perses, etc.

### Voyage d’orient
Parti le 13 janvier 1685, Avril débarque à Antioche où on lui confie une mission d’évangélisation au Curdistan. A Diarbeker, il rencontre le père Barnabé, un des initiateurs du projet, qui part en avant, à Erevan. Avril fait donc une étape auprès du Bacha de Wan, puis une mission fructueuse auprès des Arméniens d'Erzurum. Près d'Erevan enfin, il visite Ichmiazin, lieu, « de tous les endroits de l’Asie, où le Christianisme paroit encore avec le plus d’éclat, & où il est permis de le professer avec le plus de liberté » (p. 56).

### Voyage de Tartarie
Partis d'Erevan le 23 avril 1690, Avril et Barnabé se dirigent vers la Caspienne, édifiés par les histoires de bandits géorgiens ou de missionnaires assassinés. À Astrakhan, en Russie, Avril constate la cohabitation des peuples : Arméniens, Indiens (Banianes) ou encore Tartares nogaï, des musulmans ménagés par les Russes pour être utilisés dans les campagnes militaires, qui ont leur mosquée et leurs yourtes. Les Calmoucs n’osent plus attaquer la ville depuis l’usage de l’artillerie.
À cause d'une rumeur de conflit entre Yousbecs et Calmoucs, Avril ne veut pas tenter la traversée de là-bas, mais décide d'aller voir une caravane de marchands chinois de Moscou. Après des déboires administratives réglées par le clergé orthodoxe (malgré ce qu'il dit de l'aversion « mortelle » des « Eveques & des Moines Basiliens » (p. 104) pour les Catholiques), un incendie de bateau, et un blocage final dans les glaces, il remonte de Saratov à Moscou, constatant au passage, dans la Cassimof musulmane ou chez les Mordevates combien la Russie laisse cohabiter les religions sans réel effort missionnaire, ne regardant « la Religion que comme un moyen propre à faire réussir leur politique » (p. 130). Une description exaltée de la campagne russe en hiver et de l'efficacité des traineaux s'intercale entre ces aventures.

### Voyage de la Chine
Décrivant la colonisation de la Sibérie, dont la chasse à la zibeline lui paraît fondatrice, Avril décrit les 6 routes terrestres à la Chine et les différents peuples qu'on peut y rencontrer : Tartares orientaux Bogdoï, plus iranophones que turcophones ; Calmoucs et autres « hordes détachées » de ces derniers, Ostiaki, Bratski, Jakuti, Tongusi ; Monguls ; Tanchut dont le prince, le Dalaé doit être un descendant du prêtre Jean.
La multitude des détails géographiques sont destinés à masquer qu'ils ont tous collectés, notamment auprès de la caravane chinoise, puisqu'Avril n'empruntera pas la route de l'Est. Les Russes, considérant ce voyage vers Pékin comme une interférence occidentale dans les négociations frontalières entre leurs deux nations, ne leur accordent pas les visas de transit. Barnabé rentre en France pour demander aide au Roi, et Avril se rend à Varsovie (Pologne) pour solliciter l'intervention de Jean III Sobieski. Il y parvient le 12 mars 1686.

### Voyage de Moscovie
Par l’intermédiaire de Mr (François-Gaston?) de Béthune, Avril est introduit à la Cour polonaise. Le roi lui donne les Mémoires d’un certain Nicéphore, ancien ambassadeur qui avait fait la route de la Tartarie à la Chine ; il envoie de toute cette documentation en France, où ses supérieurs en font la publicité à Louis XIV, qui leur accorde des lettres de protection datée du 8 octobre 1687
Le père Barnabé meurt dans un naufrage en route pour la Pologne. Philippe Avril s’achemine vers la Russie en passant par la Diète de Grodno. Malgré la protection de Gallichin, Avril est expulsé de la cour. Ses dernières pages sur la Moscovie concernent le pittoresque et sanglant carnaval moscovite, ainsi que les intrigues de la cour, où Gallichin doit rester discret et où triomphe le parti de Pierre le Grand.

### Voyage de Moldavie

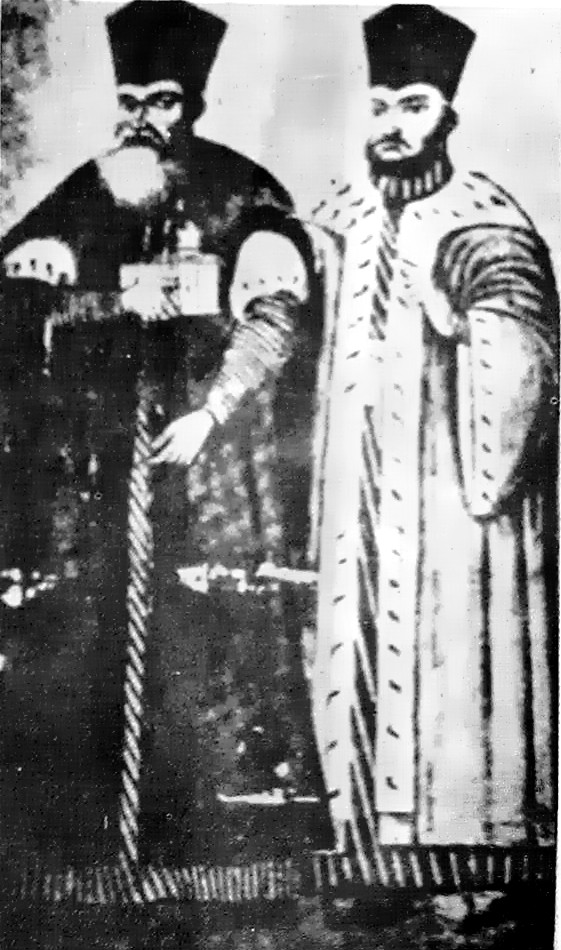
Constantin Cantemir et Antioche Cantemir

Changeant ses plans, Avril espère joindre l'ambassade du Comte de Syri, un diplomate arménien au service du Roi de Pologne en route pour la Perse. Stanisław Jan Jabłonowski les retient deux mois à Lvov et favorise, malgré les accusations d’espionnage lancées par des émissaires russes, l'entrée d'Avril en Moldavie, comblé d'honneur par Constantin Cantemir. Il se livre alors à une description politique très détaillée de la Moldavie, avec les accords officieux entre la Pologne et la Moldavie, la question de l’hérédité du titre de Hospodar et le retour du fils de Constantin, otage à Constantinople (p. 287-290). Avec Antoine Beauvollier, compagnon de voyage de Barnabé, ils sont introduits à Constantinople (Turquie) au printemps 1689. Avril, malade, retourne en France l’année suivante après de nombreux retards dus à des vents contraires.

### Relation de ce qui s’est passé àJulfa, à la Publication du Jubilé, l’an 1691
Il s'agit de la description de la célébration du jubilé par Philippe Avril en Arménie. Elle prend la forme de plusieurs jours de célébrations et festivités ou la dizaine de missionnaires catholiques, notamment l’archevêque de Bagdad rencontrent le clergé arménien et concélèbrent des cérémonies. La population y participe en nombre et avec dévotion, laissant penser à Philippe Avril qu’un rattachement des 2 Églises est possible, notamment par le ralliement des fidèles aux pratiques et dogmes catholiques, telles qu’ils sont vantés dans les prêches des prêtres catholiques : communion des fidèles sous une seule espèce, jugement céleste directement après la mort et non à la fin des temps etc.
Ce dernier chapitre est une justification des efforts missionnaires fournis, typique dans les récits de voyages de religieux.

## Éditions
- Voyages dans divers états d'Europe et d'Asie entrepris pour découvrir un nouveau chemin à la Chine, (version numérisée sur Google livres), Paris, 1693.